# Brienne-la-Vieille
Brienne-la-Vieille é uma comuna francesa na região administrativa de Grande Leste, no departamento de Aube. Estende-se por uma área de 16,21 km². Em 2010 a comuna tinha 430 habitantes (densidade: 26,5 hab./km²).